# Léonie Coicou Madiou
Léonie Coicou Madiou (Pétion-Ville, 10 de abril de 1891 - 1974) fue una actriz, educadora, activista política y feminista. En 1955 fue candidata a la alcaldía de Puerto Príncipe siendo la primera mujer candidata a una alcaldía en Haití.

## Biografía
Hija del escritor y diplomático Masillon Coicou y de Lisbon Joseph realizó parte de sus estudios en París donde su padre fue primero secretario y después encargado de negocios de la embajada de Haití en Francia. Muy pronto se dedicó a la docencia siguiendo los pasos de su padre, asesinado en marzo de 1908 junto a dos de sus hermanos Horece y Louis y una veintena de amigos acusados de preparar un complot para derrocar a Nord Alexis. El compromiso con la enseñanza la llevó a ser profesora y más tarde directora de la escuela "Ecole des Filles" que posteriormente tomó el nombre de Escuela Thomas Madiou en memoria del reconocido historiador.

### Actriz de teatro
En 1904 debutó en el teatro Cluny de París como actriz interpretando el papel del pequeño Sim en una pieza teatral llamada Liberty, escrita por su padre, en aquel tiempo diplomático en la capital francesa. Años después en Haití actuó en las obras Torrent (18 de mayo de 1940) que obtuvo el Gran Premio de Dramaturgia del Presidente de la República, la Famille des Pitite-Caille, el triunfo de la tierra, Sanite Bélair (10 de agosto de 1942) Min Coyo (1943), Barrières (1945) y Lococia.

### Activista
Militante social, participó en una decena de asocaciones culturales y cívicas y fue activa portavoz de la reivindicación de los derechos de las mujeres. Era miembro activo de la Liga Femenina de Acción Social (LFAS), fundada en 1934 y vicesecretaria del Comité d’Action Féminine (CAF) desde su creación el 8 de enero de 1946. 
En 1947 fue nombrada miembro de la División de Conciliación y Arbitraje de la Oficina del Trabajo, participando activamente, junto a Denyse Guillaume, en la creación de una sección de mujeres para la protección de las madres y los niños. 
Su constante implicación política le costó ser detenida y golpeada en 1950 en una manifestación a favor de los derechos políticos de las mujeres y en dos ocasiones - en enero de 1946 y en mayo de 1957- ser encarcelada. En 1955 fue candidata a la alcaldía de Puerto Príncipe en un cartel constituido también por Maud Hudicourt-Devarieux y Lydia Jeanty como candidatas asesoras. Causando un gran revuelo, se convirtió así en la primera mujer candidata a una alcaldía en Haití, cinco años después del derecho de las mujeres haitianas a votar en las municipales y ser elegidas en la constitución de 1950, con la excepción de las elecciones presidenciales.
Por otro lado, tras el nombramiento en octubre de 1959, del presidente François Duvalier, fue miembro pocos años después de la Comisión Comunal de Puerto Príncipe.

## Vida personal
Casada con Justin Madiou, tuvieron ocho hijos. Entre ellos Daniel Madiou (1926-1993).

## Premios y reconocimientos
Por su acción social y contribución a la formación de los jóvenes, Léonie Coicou Madiou fue condecorada por el presidente Sténo Vincent de la Orden Nacional de Honor y Mérito y por el presidente François Duvalier de la Orden de Toussaint-Louverture.